# Identificação de sistemas
Identificação de Sistemas é um termo genérico utilizado para descrever as ferramentas matemáticas e os algoritmos que permitem construir modelos dinâmicos a partir de dados medidos.

## Visão geral
No presente contexto um modelo dinâmico é uma descrição matemática do comportamento dinâmico de um sistema ou processo. Exemplos:
- processos físicos como o movimento de um corpo em queda livre sob a influência da gravidade;
- processos econômicos como os mercados de ações que reagem a influências externas;

Para descrever o movimento do corpo em queda livre seria possível, em princípio, construir um modelo do tipo "caixa-branca" baseado em princípios fundamentais (neste caso nas leis de Newton da mecânica clássica). Na maioria dos casos, porém, a obtenção de modelos seguindo esta abordagem é muito difícil ou mesmo impossível em razão da complexidade inerente à maioria dos processos reais.
A alternativa mais comum nestes casos seria:
- medir todas as variáveis externas que afetam o sistema em questão (entradas)
- medir todas as variáveis que caracterizam o comportamento do sistema (saídas)
- estabelecer uma relaçao entre elas sem entrar nos detalhes do que ocorre internamente ao sistema.

Esta abordagem é chamada de identificação de sistemas.
Dois tipos de modelos são comuns na área de identificação de sistemas:
- modelo caixa cinza: embora as peculiaridades do que está ocorrendo internamente ao sistema não sejam totalmente conhecidas é possivel construir um modelo parcial baseado na experiência e nos dados experimentais.

- modelo caixa preta: Nenhum modelo prévio é conhecido. A maioria dos algoritmos de identificação de sistemas é deste tipo.

## Leitura complementar
- Aguirre, Luis Antonio (2000). Introdução à Identificação de Sistemas. [S.l.]: UFMG ISBN 85-7041-220-7
- Goodwin, Graham C. and Payne, Robert L. (1977). Dynamic System Identification: Experiment Design and Data Analysis. [S.l.]: Academic Press
- Daniel Graupe: Identification of Systems, Van Nostrand Reinhold, New York, 1972 (2nd ed., Krieger Publ. Co., Malabar, FL, 1976)
- Lennart Ljung: System Identification — Theory For the User, 2nd ed, PTR Prentice Hall, Upper Saddle River, N.J., 1999.
- Jer-Nan Juang: Applied System Identification, Prentice Hall, Upper Saddle River, N.J., 1994.
- Kushner, Harold J. and Yin, G. George (2003). Stochastic Approximation and Recursive Algorithms and Applications Second ed. [S.l.]: Springer
- Oliver Nelles: Nonlinear System Identification, Springer, 2001. ISBN 3-540-67369-5
- T. Söderström, P. Stoica, System Identification, Prentice Hall, Upper Saddle River, N.J., 1989. ISBN 0-13-881236-5
- R. Pintelon, J. Schoukens, System Identification: A Frequency Domain Approach, IEEE Press, New York, 2001. ISBN 978-0780360006
- Walter, Éric and Pronzato, Luc (1997). Identification of Parametric Models from Experimental Data. [S.l.]: Springer